# Prima Ligă de Fotbal din Ghana
Prima Ligă Glo este primul eșalon din sistemul competițional fotbalistic din Ghana. Fondată în 1956, a fost dominată de Asante Kotoko și Hearts of Oak.

## Echipele sezonului 2010-11
- Aduana Stars (Dormaa)
- All Stars (Wa)
- Asante Kotoko (Kumasi)
- AshantiGold (Obuasi)
- Bechem Chelsea (Bechem)
- Berekum Arsenal (Berekum)
- BA Stars (Brong-Ahafo Region)
- Ebusua Dwarfs (Cape Coast)
- Heart of Lions (Kpandu)
- Hearts of Oak (Accra)
- Kessben (Prempeh)
- King Faisal Babes (Kumasi)
- Liberty Professionals (Accra)
- Mighty Jets (Accra)
- New Edubiase United (New Edubiase)
- Real Tamale United (Tamale)

Echipe retrogradate în sezonul 2009-10 :
- Great Olympics (Accra)
- Eleven Wise (Sekondi)
- Sekondi Hasaacas (Sekondi)

## Performanțe după club
| Club                  | Titluri |
| --------------------- | ------- |
| Asante Kotoko         | 21      |
| Hearts of Oak         | 20      |
| Ashanti Gold          | 4       |
| Great Olympics        | 2       |
| Aduana Stars          | 2       |
| Mysterious Dwarves    | 1       |
| Eleven Wise           | 1       |
| Real Republicans      | 1       |
| Sekondi Hasaacas F.C. | 1       |
| Berekum Chelsea       | 1       |
| Legon Cities          | 1       |

## Campioane
| - 1956 : Hearts of Oak - 1957 : nu s-a disputat - 1958 : Hearts of Oak - 1959 : Asante Kotoko - 1960 : Eleven Wise - 1961/62 : Hearts of Oak - 1962/63 : Real Republicans - 1963/64 : Asante Kotoko - 1964/65 : Asante Kotoko - 1966 : Mysterious Dwarfs - 1967 : Asante Kotoko - 1968 : Asante Kotoko - 1969 : Asante Kotoko - 1970 : Great Olympics | - 1971 : Hearts of Oak - 1972 : Asante Kotoko - 1973 : Hearts of Oak - 1974 : Great Olympics - 1975 : Asante Kotoko - 1976 : Hearts of Oak - 1977 : Sekondi Hasaacas - 1978 : Hearts of Oak - 1979 : Hearts of Oak - 1980 : Asante Kotoko - 1981 : Asante Kotoko - 1982 : Asante Kotoko - 1983 : Asante Kotoko - 1984 : Hearts of Oak | - 1985 : Hearts of Oak - 1986 : Asante Kotoko - 1987 : Asante Kotoko - 1988/89 : Asante Kotoko - 1989/90 : Hearts of Oak - 1990/91 : Asante Kotoko - 1991/92 : Asante Kotoko - 1992/93 : Asante Kotoko - 1993/94 : Ashanti Gold - 1994/95 : Ashanti Gold - 1995/96 : Ashanti Gold - 1996/97 : Hearts of Oak - 1997/98 : Hearts of Oak - 1999 : Hearts of Oak | - 2000 : Hearts of Oak - 2001 : Hearts of Oak - 2002 : Hearts of Oak - 2003 : Asante Kotoko - 2004/05 : Hearts of Oak - 2005 : Hearts of Oak - 2006/07 : Hearts of Oak - 2007/08 : Asante Kotoko - 2008/09 : Hearts of Oak - 2009/10 : Aduana Stars - 2010/11 : Berekum Chelsea - 2011/12 : Asante Kotoko - 2012/13 : Asante Kotoko - 2013/14 : Asante Kotoko | - 2015 : Ashanti Gold - 2016 : Legon Cities - 2017 : Aduana Stars - 2018 : Abandonat - 2019 : Asante Kotoko - 2019/20 : Anulat - 2020/21 : Hearts of Oak - 2021/22 : Asante Kotoko - 2022/23 : - 2023/24 : - 2024/25 : - 2025/26 : |  |

## Golgeteri
| An      | Golgeter                                    | Echipă             |
| ------- | ------------------------------------------- | ------------------ |
| 1973    | Peter Lamptey                               | Hearts of Oak      |
| 1974    | Dan Owusu                                   | Bofoakwa Tano      |
| 1975    | Dan Owusu                                   | Bofoakwa Tano      |
| 1976    | Dan Owusu                                   | Bofoakwa Tano      |
| 1977    | George Alhassan                             | Great Olympics     |
| 1978    | Muhammed Choo                               | Real Tamale United |
| 1979    | Opoku Afriyie                               | Asante Kotoko      |
| 1980    | Emmanuel Quashie                            | Sekondi Hasaacas   |
| 1981    | Opoku Afriyie                               | Asante Kotoko      |
| 1982    | Muhammed Choo                               | Real Tamale United |
| 1983    | Anane Kobo                                  | Real Tamale United |
| 1984    | Anane Kobo                                  | Real Tamale United |
| 1985    | George Alhassan                             | Great Olympics     |
| 1986    | Anthony Yeboah                              | Cornerstones       |
| 1987    | Anthony Yeboah                              | Cornerstones       |
| 1988/89 | Henry Acquah                                | Hearts of Oak      |
| 1989/90 | Muhammed Tijani                             | Cornerstones       |
| 1990/91 | Thomas Boakye                               | Asante Kotoko      |
| 1991/92 | Abdul Mumuni                                | Dawu Youngstars    |
| 1992/93 | Augustine Ahinful                           | Goldfields         |
| 1993/94 | Laud Oscar                                  | Dawu Youngstars    |
| 1994/95 | Charles Amoah                               | Okwawu United      |
| 1995/96 | Kofi Deblah                                 | Goldfields         |
| 1996/97 | Kofi Deblah                                 | Goldfields         |
| 1997/98 | Joe Fameyeh                                 | Hearts of Oak      |
| 1999    | Ishmael Addo                                | Hearts of Oak      |
| 2000    | Ishmael Addo                                | Hearts of Oak      |
| 2001    | Ishmael Addo                                | Hearts of Oak      |
| 2002    | Bernard Dong Bortey Charles Asampong Taylor | Hearts of Oak      |
| 2003    | Shaibu Yakubu                               | Goldfields Obuasi  |
| 2004/05 | Samuel Yeboah                               | Heart of Lions     |
| 2005    | Prince Tagoe                                | Hearts of Oak      |
| 2006/07 | Emmanuel Clottey                            | Great Olympics     |
| 2007/08 | Eric Bekoe                                  | Asante Kotoko      |
| 2008/09 | Alex Asamoah                                | Asante Kotoko      |
| 2009/10 |                                             |                    |